# Ходорковський Михайло Борисович
Миха́йло Бори́сович Ходорко́вський (нар. 26 червня 1963, Москва) — колишній голова колишньої російської нафтової компанії «ЮКОС», а також банку та холдингу MENATEP. 2005 року був засуджений російським судом на вісім років за податкові злочини і шахрайство, наприкінці 2010 року — на 13,5 років за звинуваченнями у розкраданні нафти у дочірніх компаній ЮКОСу та відмиванні $30 млрд. Судові процеси над Ходорковським та його колегою Платоном Лебедєвим викликали протести та були позначені як політично замовлені та юридично безґрунтовні.
За класифікацією «Міжнародної амністії» — в'язень сумління.
20 грудня 2013 року Ходорковський був помилуваний президентом Росії Путіним.

## Біографія

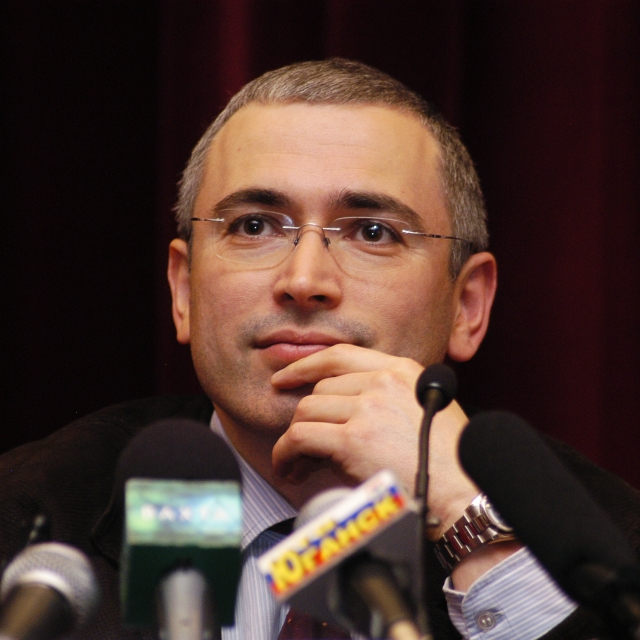
Ходорковський, 2001

Народився 26 червня 1963 року в Москві в родині інженерів: Бориса Мойсейовича (нар. 3 серпня 1933 року) і Марини Пилиповни (у дівотцтві Петрової, 13 вересня 1934 року — 3 серпня 2014 року) Ходорковських. Єврей за батьком та росіянин за матір'ю. Прадід Ходорковського за матір'ю володів заводом, що був відібраний більшовиками.
У 1986 р. закінчив на відмінно Московський хіміко-технологічний інститут (МХТІ) ім. Д. І. Менделєєва, в 1988 р. — Інститут народного господарства ім. Г. В. Плеханова.
У 1986 р. Михайло Ходорковський був вибраний членом Свердловського районного комітету ВЛКСМ. У 1986—1987 роках працював викладачем і одночасно був заступником секретаря Фрунзенського районного комітету ВЛКСМ у Москві.
1987 року Ходорковський став одним з організаторів Фрунзенського районного науково-технічного центру творчості молоді (ЦНТТМ) міста Москви при Фрунзенському райкомі ВЛКСМ. У 1987—1989 рр. директор ЦНТТМ і Фонду молодіжної ініціативи.
У 1989—1990 рр. був головою правління Комерційного інноваційного банку науково-технічного прогресу, заснованого ЦНТТМ за сприяння Жилсоцбанку.
У 1990—1991 рр. Ходорковський займав пост генерального директора міжбанківського об'єднання «Міжгалузеві і науково‑технічні програми» («МЕНАТЕП»), створеного на базі ЦНТТМ і Комерційного інноваційного банку науково-технічного прогресу. З 1991 р. — голова ради директорів об'єднання «МЕНАТЕП».
У 1992 р. Ходорковський був призначений головою Інвестиційного фонду сприяння паливно-енергетичній промисловості з правами заступника міністра. З березня 1993 р. — заступник міністра палива і енергетики РФ.
У 1993—1996 рр. — голова правління, голова ради директорів «МЕНАТЕП» (у 1996 р. залишив посаду голови правління, зберігши за собою керівництво радою директорів «МЕНАТЕП»).
У 1994 р. входив в раду представників уповноважених банків при Уряді Москви; у 1994—1995 рр. — член робочої групи оперативної комісії Уряду РФ з поліпшення платіжної дисципліни, з 1994 р. — заступник координатора Ради з промислової політики і підприємництва при Уряді РФ.
З вересня 1995-го по травень 1996 р. Ходорковський обіймав посаду голови ради директорів ЗАТ «Роспром» — холдингової компанії банку «МЕНАТЕП», що здійснювала управління промисловими підприємствами банку.
У 1996 р. був членом консультативної ради з банківської діяльності при Уряді РФ, членом комісії з проведення інвестиційних конкурсів Міністерства економіки РФ.
Після відходу з посади голови правління банку «МЕНАТЕП» у квітні 1996 р., Ходорковський увійшов до керівництва НК «ЮКОС». Спочатку він був призначений першим віцепрезидентом, а в червні 1996 р. став головою ради директорів.

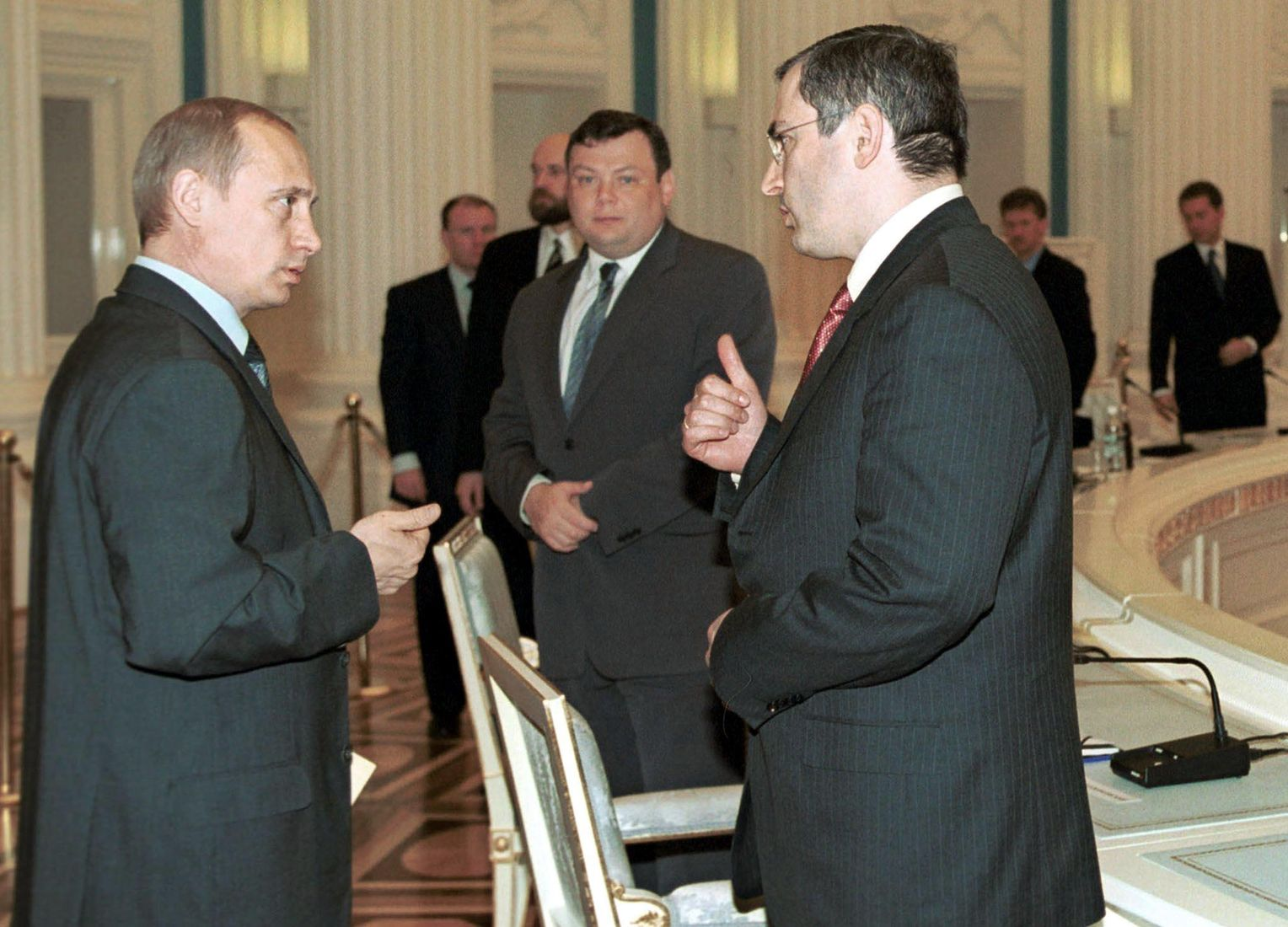
Путін і Ходорковський, позаду Михайло Фрідман, травень 2001

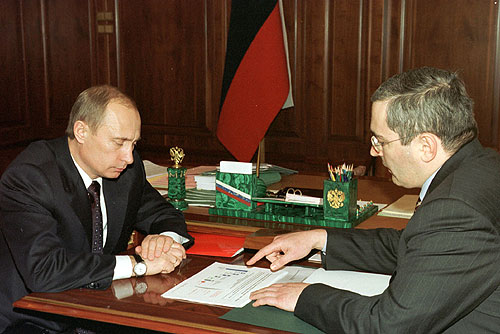
Путін і Ходорковський, грудень 2002

Був поміж 13 найбільших підприємців РФ, що підписали в квітні 1996 р. звернення «Вийти з безвиході», адресоване кандидатам на посаду Президента РФ і що містить заклик до пошуку компромісу.
У лютому 1997 р. був призначений головою правління розпорядчої компанії «Роспром-ЮКОС». У серпні 1998 р. став головою правління ТОВ «ЮКОС‑Москва» (реорганізованій компанії «Роспром-ЮКОС»). 2000 року Михайло Ходорковський став президентом НК «ЮКОС», залишивши пост голови правління ТОВ «ЮКОС‑Москва».
З лютого 2001 р. — член Ради з підприємництва при уряді РФ.

## Кримінальне переслідування

### Перше ув'язнення
25 жовтня 2003 р. був затриманий правоохоронними органами за підозрою в скоєнні кримінальних злочинів за статтями шахрайство в великих розмірах, привласнення або розтрата, спричинення майнового збитку власникам шляхом обману або зловживання довірою, ухилення від сплати податку фізичною особою, ухилення від сплати податку організацією, злісне невиконання рішення суду і неодноразова підробка документів, після чого допитаний і відправлений до слідчого ізолятора № 1 «Матроська Тишина».
3 листопада 2003 р. Михайло Ходорковський оголосив про своє рішення піти з бізнесу і зайнятися громадською діяльністю як голова правління регіональної громадської організації «Відкрита Росія» — добродійного фонду, установленого НК «ЮКОС».
8 червня 2004 р. Міщанський районний суд м. Москви ухвалив рішення про об'єднання кримінальних справ відносно ексголови Правління ВАТ Нафтова компанія «ЮКОС» Михайла Ходорковського і екс-голови Ради директорів ЗАТ МФО «МЕНАТЕП» Платона Лебедєва.
31 травня 2005 року Ходорковський і Лебедєв в рамках об'єднаної справи були засуджені Міщанським райсудом до 9 років позбавлення волі кожен. Касаційним визначенням Московського міського суду від 22 вересня 2005 р. термін був понижений до 8 років. Вони були визнані винними по шести статтях Кримінального кодексу, зокрема в шахрайстві, розкраданні грошових коштів у держави, розкраданні цінної сировини апатитового концентрату в великих обсягах, кількох невиконаннях рішень арбітражних судів, ухиленні від сплати податків з фізичних і юридичних осіб.
У жовтні 2005 р. Ходорковський був етапований в колонію ЯГ 14/10 в місті Краснокаменськ Читинської області. У грудні 2006 року переведений в СІЗО м. Чити.

### Друге ув'язнення
5 лютого 2007 р. Ходорковському і Лебедєву були пред'явлені нові звинувачення по двох статтях Кримінального кодексу РФ: розкрадання шляхом привласнення та легалізація (відмивання) грошових коштів або іншого майна.
У серпні 2007 р. Федеральний суд Швейцарії задовольнив позови Ходорковського і Лебедєва, а також ряду пов'язаних із ними компаній, і розблокував їхні банківські рахунки в цій країні на загальну суму 200 млн франків (понад 166 млн доларів). Суд також висловився проти подальшого надання правової допомоги Росії у справі ЮКОСу, оскільки вважав кримінальне переслідування Ходорковського і Лебедєва політично мотивованим. Це перше в практиці швейцарського федерального суду рішення відмовити у правовій допомозі іноземній державі.
15 жовтня 2007 року, за десять днів до того, як минула половина восьмирічного терміну Ходорковського, він отримав догану за те, що, повертаючись з прогулянки, не тримав руки за спиною, як це наказують тюремні правила. Догана позбавила Ходорковського права претендувати на умовно-дострокове звільнення.
7 листопада 2007 року було оприлюднено лист Ходорковського, в якому він закликав громадян обов'язково прийти на вибори до Держдуми 2 грудня 2007 року і проголосувати «за будь-яку з малих партій, які не викликають зневаги». На переконання Ходорковського, це буде сигналом кожного владі: «Я не раб і не бидло».
16 липня 2008 року в Інгодинський райсуд Чити було подано клопотання про умовно-дострокове звільнення (УДЗ) від імені захисту Ходорковського. 21 серпня 2008 року райсуд почав розглядати клопотання. Суддя відмовив Ходорковському в УДО, мотивуючи своє рішення тим, що він має непогашене стягнення, не отримував від колонії ніяких заохочень і відхилявся від праці, встановленого керівництвом виправної установи.
У вересні 2008 р. Ходорковський через своїх адвокатів дав письмове інтерв'ю газеті «The Moscow Times», в якому підтримав введення російських військ до Південної Осетії і схвалив визнання незалежності Абхазії і Південної Осетії.[джерело?]
8 жовтня 2008 року Ходорковський був направлений керівництвом читинського СІЗО на 12 діб в карцер. Причиною стягнення послужило інтерв'ю, яке він дав письменникові Борису Акуніну для журналу «Есквайр».
3 березня 2009 року в Хамовницькому суді Москви почалися попередні слухання у справі Ходорковського і Лебедєва. 31 березня 2009 року почався суд. 7 квітня 2009 року держзвинувачення приступило до оголошення обвинувального висновку. Підсудні звинувачувалися в тому, що у складі організованої групи у 1998—2003 роках здійснили розкрадання шляхом привласнення великих обсягів нафти дочірніх нафтовидобувних акціонерних товариств НК ЮКОС — «Самаранефтегаз», «Юганскнефтегаз» і «Томскнефть ВНК» — на суму понад 892 млрд руб. і в легалізації грошей, отриманих від реалізації викраденої нафти на суму, що перевищує 487 млрд руб. і $ 7,5 млрд.
21 травня 2009 року колегія суддів Європейського суду з прав людини одноголосно визнала обґрунтованою скаргу Ходорковського щодо РФ на його незаконне затримання і арешт у Новосибірську в жовтні 2003 року і на те, що заявник утримувався під вартою в «умовах, що принижують людську гідність». Більшістю голосів (проти був представник Росії) Європейський суд визнав обґрунтованість скарги заявника Ходорковського в тій її частині, що його «кримінальне переслідування було політично мотивованим».
6 вересня 2009 року німецький журнал «Фокус» опублікував інтерв'ю з Ходорковським, в якому він висловив упевненість, що другий судовий процес завершиться для нього довічним тюремним ув'язненням.
30 грудня 2010 року Хамовницький суд Москви виніс вирок у справі Ходорковського та ексглави МЕНАТЕПа Платона Лебедєва. У сукупності з вироком у першій справі (коли ексолігархів магнатів визнали винними у шахрайстві та несплаті податків) термін перебування у в'язниці мав складати 14 років.

## Звільнення

### PR акція Путіна
У четвер 19 грудня 2013 року відразу після закінчення щорічної пресконференції Путін в кулуарах конференції несподівано розповів журналістам, що Михайло Ходорковський, «посилаючись на хворобу матері, написав прохання про помилування», і найближчим часом воно буде задоволено. Однак адвокати Ходорковського заявили, що їм нічого не відомо про ймовірність подібного прохання. Також це стало новиною і для керівництва Сегезької колонії, яка по закону повинна була бути в курсі справи. Аналітики та оглядачі виказали припущення, що Путін як завжди збрехав. І заявив про «прохання Ходорковського» навмисно після завершення пресконференції (на якій до речі йому було закинуто багато запитань про Ходорковського), щоб уникнути необхідність відповідати на запитання про деталі.
Відомий російський правозахисник Лев Пономарьов, лідер руху «За права людини» вважає, що Путін амністував Ходорковського під тиском зовнішніх обставин. Те, що воно відбувалося без участі адвокатів, говорить про те, що це чергова операція спецслужб. «Хотілося б знати, чи було вчинено тиск на Ходорковського, ступінь цього тиску, та чи була загроза третьою справою. Все це виглядає не дуже симпатично з боку влади. З іншого боку, все одно це якась перемога громадянського суспільства» — сказав Пономарьов в інтерв'ю Російській службі Бі-бі-сі.
Як стало згодом відомо, дійсно, перед цим в колонії у Ходорковського побували співробітники ФСБ, які провели з Ходорковським приватну бесіду без участі адвоката. У ній вони педалювали, що якщо Ходорковський не напише прохання Путіну про помилування, проти нього буде порушено третю кримінальну справу, його хвора мати недочекається сина, а його самого чекатиме доля Сергія Магнитського.[джерело?]

### Спецоперація зі звільнення
20 грудня 2013 року канцелярія Путіна оприлюднила бланк Указу Путіна № 922 про помилування Ходорковського, але без підпису Путіна. Вночі Ходорковський покинув колонію в приполярному районному карельського містечка Сегежа.
Начальник Карельського управління ФСИН А. Терех вивіз його службовою машиною у супроводі двох конвоїрів до аеропорту Петрозаводська, звідки той полетів до Пулково (Петербург), де в літаку йому було видано новий закордонний паспорт.
Того ж дня з Петербурга Ходорковський вилетів до Німеччини приватним літаком Cessna, який позичив друг Геншера німецький підприємець Ульріх Бетерман. Про те, що його звільнено, він зрозумів тільки тоді коли літак приземлився в Берліні.
У Німеччині мала проходити курс лікування хвора на рак його мати. Але 11 листопада, після лікування, вона повернулася до Росії і перебувала на час звільнення в селі Ромашкіно під Москвою.
Увечері літак Ходорковського приземлилася в берлінському аеропорту Шьонефельд. Ходорковському вдалося за кілька годин без закордонного паспорта, візи та грошей подолати відстань від колонії в Сегежі до Берліна.

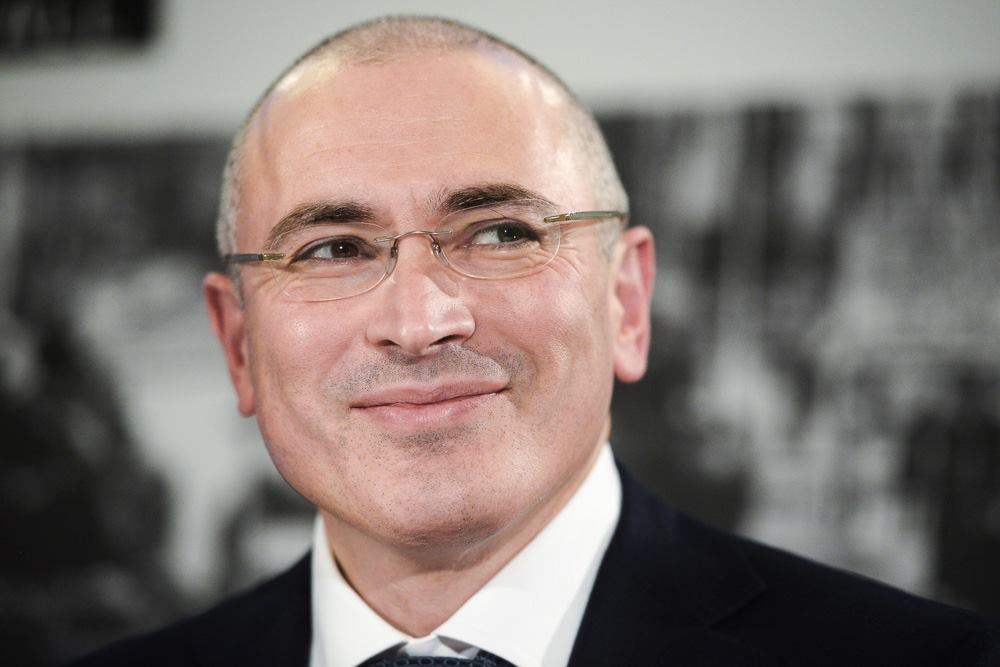
Ходорковський на першій після звільнення конференції у Берліні, 22.12.2013

В Берліні його зустрів ймовірний співініціатор звільнення з німецької сторони, ексміністр МЗС, голова німецького товариства сприяння зовнішній політиці Ганс-Дітріх Геншер.
Ходорковський підтвердив, що за домовленістю між ним, Геншером і Путіним, він подав останньому прохання про помилування, але питання про визнання провини було виключено.
- Російський державний діяч, колишній економічний радник Путіна Андрій Ілларіонов прокоментував вивезення в Німеччину:
Ходорковський був вивезений з колонії <…> до моменту вступу чинності Указу президента про помилування (опівдні 20 грудня). Дане діяння підпадає під дію ст. 126 КК РФ ч.2 п. а) «Викрадення людини, вчинене групою осіб за попередньою змовою». Організована група осіб у складі: В. Путін, начальник УФСИН по Карелії А. Терех, начальник ІК-7 А. Федотов, їх помічники, охоронці, водій, всі разом — до 15 років позбавлення волі.
Та ж організована група осіб за участю співробітників аеропорту Пулково і військовослужбовців Федеральної прикордонної служби організувала незаконне (без наявності російських віз) перетин Державного кордону РФ пілотами німецького літака «Cessna» <…> Це діяння підпадає під дію ст. 322 КК РФ ч. 2 «Незаконне перетинання Державного кордону Російської Федерації» (до 5 років).
Указ про помилування вступив в дію опівдні 20 грудня. Однак Ходорковського незаконно утримували під вартою до приблизно 3-х годин дня <…> Це діяння підпадає під дію ст. 127 КК РФ ч.2 «Незаконне позбавлення волі» (до 5 років).
Незважаючи на наявність у Ходорковського заборгованості перед податковими органами Росії в розмірі бл. $550 млн, що перешкоджає його покидання території РФ, та ж організована група осіб <…> за попередньою змовою організувала незаконний перетин їм Державного кордону РФ — це також ст. 322 КК РФ ч.2 (до 5 років)[22].

### Історичні паралелі
- Опозиційні путінському режиму російські публіцисти вбачають в визволенні Ходорковського аналогію з серією дострокових визволень з тюрми політичних в'язнів-дисидентів та висилку їх за кордони СРСР наприкінці 1970-х років, напередодні Олімпійських ігор — 1980. Тоді московська літня Олімпіада-1980 була бойкотована більшістю країн Заходу і в Москву не приїхав жодний західний державний діяч. Це сильно вдарило по престижу та самолюбству державних керівників СРСР. Колишній радянський в'язень-дисидент Володимир Буковський вважає спосіб визволення Ходорковського типовим прийомом з радянського політичного арсеналу, щоб «збити шал пристрастей, зламати бойкот»[23]
- Близький до Путіна російсько-німецький журналіст О. Рар висловив припущення, що доля Ходорковського в майбутньому може повторити роль Солженіцина в Росії.

### Подальші політичні наслідки
Внаслідок несподіванного звільнення Ходорковського деякі політичні коментатори почали питати про доцільність подальшого бойкоту Олімпіади в Сочі. Уряд США на чолі з Бараком Обамою відклав на невизначений термін підписання закону про розширення «Списку Магнітського».

### Ймовірні причини звільнення
Колишній економічний радник Путіна Андрій Ілларіонов вважає, що дострокове звільнення Ходорковського з колонії, до того ж з порушенням російських законів, сталося не із «щирості» чи «гуманізму Путіна», а через реальну загрозу судового процесу в Гаазькому суді, за позовом акціонерів колишньої компанії ЮКОСу до російської держави на суму майже $100 млрд, який має розпочатися влітку 2014. Ілларіонов вважає, що найімовірніше суд ухвалить рішення на користь позивачів:
Схоже, що спусковим гачком до початку цієї операції стало надходження 18 жовтня 2013 в уряд Самарської області приписи щодо виконання рішення Федерального окружного суду Нью-Йорка, що зобов'язав ВАТ «Самаранафтагаз» виплатити акціонерам ЮКОСа $ 186 млн.
Звільнення Ходорковського та можливі наступні звільнення інших в'язнів-юкосівців — Платона Лебєдева та Олексія Пучугіна — це спроба Путіна піти на «угоду тисячоліття» — позасудової «мирової угоди» з позивачами акціонерами ЮКОСу.
Конкретна акція, перевезення Ходорковського до Берліна — це не заслуга «колишнього члена НСДАП» Геншера, як це спробує нав'язати міжнародній громадськості через свого посередника Рара — Путін. А результат конкретної ініціативи директора Музею Берлінського муру «Чекпойнт-Чарлі» німецької правозахисниці українського походження Олександри Хільдебранд.

## Політичні погляди
Одразу по прибуттю в Берлін 21 грудня 2013 ввечері М. Ходорковський дав велике інтерв'ю відомій російській журналістці Євгенії Альбац (журнал «The New Times»), наступного дня вранці дав інтерв'ю Ксенії Собчак та того ж дня опівдні узяв участь у пресконференції для світових ЗМІ в приміщенні Музею Берлінського муру «Чекпойн-Чарлі». У своєму першому інтерв'ю Євгенії Альбац він виклав такі свою погляди:
- Політична ідеологія. Ходорковський вважає себе російським націоналістом («не імперіалістом») і консерватором. Найголовнішим для Росії, на його думку, є питання територіальної цілісності.
- Геополітична проблема Росії. Він вважає що, якщо ставити питання «Незалежність Північного Кавказу або війна» — він вибирає війну. Він навіть готовий сам піти воювати (на боці Росії), бо «…це наша земля. Ми її завоювали. У світі немає жодної території, яка б не була кимось колись завойованою»[27].
- Політичний устрій РФ. Росії необхідна парламентська або парламентсько-президентська республіка[28].
- Національна ідея: «Перестрибнути» з імперської фази в мультикультурне суспільство, минувши стадію національної держави — для Росії так само неможливо, як свого часу було «перестрибнути» з феодалізму в «соціалізм» (радянський). Росії не минути стадію побудови власної національної держави. Якою вона буде, «руською» чи «російською» — це дискусійне питання, яке потрібно буде обговорювати з великими національними меншинами Росії, такими, наприклад як татари, башкири, якути.
- Про Путіна. Ніколи не вважав Путіна «слабаком», оскільки той «почав шлях у владі з війни» (Другої чеченської).

### Ставлення до суверенітету України
9 березня 2014 року під час візиту до Києва, виступаючи зі сцени на Майдані, Ходорковський заявив, що в України та Росії — єдиний спільний європейський шлях розвитку та жорстко розкритикував колишню українську владу.
16 жовтня 2014 року, відповідаючи на питання, чи повернув би він Крим Україні, Ходорковський відповів, що ні. Він зазначив, що проблема Криму на десятиріччя, але в головному вони з Україною союзники. 30 жовтня 2014 року під час конференції у французькому Інституті політичних наук Sciences-Po Ходорковський заявив, що повернути Крим Україні зможе лише «черговий диктатор». За демократичної системи, яку він хотів би бачити в Росії, Крим повернути не вдасться.
30 січня 2015 року Ходорковський закликав Росію негайно звільнити українську льотчицю Надію Савченко.
14 квітня 2015 року Ходорковський назвав причиною вторгнення Путіна в Україну його нездатність забезпечити економічне зростання в Росії та визнав Крим українським.

### Про можливість початку Третьої світової
У липні 2015 р. в інтерв'ю «Собеседник», Ходорковський сказав, що Путін непрогнозований і нераціональний, а тому може почати війну за одним із трьох сценаріїв.
|  | Україна — продовження сухопутної операції — найочевидніша версія. Щось у Прибалтиці, де тривають безперервні провокації, нагнітання, узаємні докори, — другий варіант. А третій — гадаю, Близький Схід — запасний варіант на всі часи. «Тоненько», «третіми руками» Ірану або Сирії |

|  | Він (Путін) живе в іншій реальності — не в економічній, не в політичній, а вже, гадаю, в релігійній. Він серйозно розглядає себе вождем післяамериканського світу. Якщо йому здасться, що варіантів збереження влади, крім війни, нема — війна буде ймовірною. |

Ходорковський вважає, що Путін піде на вибори 2018 року та переможе, оскільки хоче уникнути таким чином російського, або міжнародного трибуналу. Проте, вже 2019 року Путін піде, а відносини між Росією й Україною нормалізуютья. Водночас, Ходорковський, як і Навальний, жваво виступав проти постачання до України американської зброї. Утім після російського вторгнення в Україну у лютому 2022 року змінив свою думку і запропонував країнам Заходу передавати Україні важке озброєння.

### Ставлення до повномасштабного вторгнення Росії в Україну
У червні 2023 року закликав підтримати заколот ПВК «Вагнер» у скиданні режиму Путіна. За словами Ходорковського, «якщо один злочинець готовий завадити іншому — не час крутити мордою, допомогти треба зараз, а потім, якщо прийдеться, будемо дратися і з цим».

## Політична активність в еміграції
- Виступ у Києві.
- Промова в Європарламенті в Брюсселі 2 грудня 2014 року — заклик до збереження путінської системи.
- Проєкт «Открытая Россия», що ставить завданням формування в країні громадянського суспільства за допомогою інтернету, без акцій прямої дії[39].
- Підтримка увязненого в Росії українського режисера Олега Сенцова[40].

## Медійна активність
- «Открытая Россия» — новинний інтернет-ресурс (сайт).

10 липня 2006 року закритий в Росії. У вересні 2014 року після вивозу М. Ходорковського за кордони РФ, поновив свою роботу.
У липні 2016 року Роскомнагляд вніс сайт до єдиного реєстру забороненої інформації через публікацію матеріалів, які мають «агітаційний характер із метою популяризувати серед населення Росії ідеї бойкоту виборів у Держдуму».
Від 11 грудня 2017 року за поданням Генпрокуратури РФ блокується державним цензурним органом Роскомнагляд.
- «МБХ медиа» — заснований 20 грудня 2017 року М. Ходорковським інформаційний інтернет-ресурс з тим самим редакційним колективом, що і заблокована «Відкрита Росії»[41].

## Визнання
У січні 2010 року Ходорковського та письменницю Людмилу Улицьку нагородили премією журналу «Знамя» за «Діалоги» опубліковані в 10-му номері журналу за 2009 р.
У 1993 року Світовий економічний форум у Давосі (Швейцарія) вніс Ходорковського в список 200 представників людства, діяльність яких надасть вплив на світовий розвиток в третьому тисячолітті. У січні 2003 р. експерти журналу «ЄвроБізнес» («EuroBusiness») визнали Ходорковського найбагатшим громадянином РФ, а його статки — восьмими за розміром у Європі; крім того, за версією журналу, Ходорковський — крайній у рейтингу 30 найбагатших людей планети (за даними на 2002 р., статки бізнесмена сягають 8 млрд євро). За рейтингом Forbes, у лютому 2003 року Ходорковський посів 1-е місце в Росії і 26-те у світі.

## Особисте життя
Сімейний стан: одружений вдруге, має четверо дітей, зокрема сина від першого шлюбу.

## Виноски
1. ↑  https://tvrain.ru/teleshow/vechernee_shou/mihail_hodorkovskij-548380/
2. ↑  https://www.suedostschweiz.ch/wirtschaft/2015-12-11/rapperswil-jona-verliert-seinen-bekanntesten-einwohner
3. ↑  Bibliothèque nationale de France BNF: платформа відкритих даних — 2011.
4. ↑  https://www.theguardian.com/world/2007/jul/02/russia.lukeharding1
5. ↑  https://imrussia.org/en/about-us
6. ↑  Russian businessmen declared prisoners of conscience after convictions are upheld [Архівовано 2012-03-03 у Wayback Machine.]. — Amnesty International, 24.05.2011 года.
7. ↑  Ъ-Интервью:
8. ↑  Умерла мать Михаила Ходорковского. Архів оригіналу за 4 серпня 2014. Процитовано 3 серпня 2014.
9. ↑  Lenta.ru: Ходорковский, Михаил
10. ↑  Марина Ходорковская (9 жовтня 2005). В круге СВЕТА. Эхо Москвы.
11. 1 2  Бі-бі-сі: Михаил Ходорковский освобожден и вылетел в Германию
12. ↑  Текст Указу на Грани. Ру 20.12.2013
13. ↑  BILD: Um 9.20 verließ er das russische Straflager
14. ↑  Журналисты активно бронируют номера в гостиницах Сегежи [Архівовано 2013-12-23 у Wayback Machine.], 20.12.2013
15. ↑  BILD: Ульріх Бетерман — це він витягнув Ходорковського з Росії(нім.)
16. ↑  Пресконференція М.Ходорковського в Берліні 22.12.2013
17. ↑  М.Ходорковський — інтерв'ю Ксенії Собчак [Архівовано 24 грудня 2013 у Wayback Machine.], 22.12.2013
18. ↑  SPIEGEL: Freigelassener Kreml-Gegner: Chodorkowski in Berlin gelandet 20.12.2013 (нім.)
19. ↑  Süddeutsche Zeitung: Vom Straflager ins «Adlon» — Chodorkowski in Berlin [Архівовано 2013-12-21 у Wayback Machine.] 20.12.2013 (нім.)
20. ↑  Грани. Ру — Текст звернення М.Ходорковського 20.12.2013
21. ↑  Німецька хвиля: Ходорковский заявил, что просил о помиловании по семейным обстоятельствам(рос.). 20.12.2013
22. 1 2  А.Илларионов: Путин освободил Ходорковского в обмен на $98 млрд. Архів оригіналу за 12 січня 2014. Процитовано 12 січня 2014. [Архівовано 2014-01-12 у Wayback Machine.]
23. ↑  Володимир Буковський: Інтерв'ю російському телеканалу «Дощ»
24. ↑  Голос Америки: Список Магнитского" «заморожен». [Архівовано 2013-12-21 у Wayback Machine.], 20.12.2013
25. ↑  Абрек Путин освободил Ходорковского за 98 миллиардов
26. ↑  Эхо Москвы/блог: Абрек в Кремле 9.01.2014
27. ↑  Інтерв'ю Євгенії Альбац, «The New Times», Частина 3.
28. ↑  Інтерв'ю Євгенії Альбац, «The New Times», Частина 5.
29. ↑  Ходорковський розповів, як режим Януковича розстрілював Майдан за згодою з РФ
30. ↑  Ходорковский солидарен с Навальным и Крым Украине «не вернул бы»
31. ↑  Путин не вечный. Только очередной диктатор сможет вернуть Крым Украине, — Ходорковский
32. ↑  Ходорковський закликав звільнити Савченко
33. ↑  Ходорковський розповів, чому Путін розв'язав війну в Україні
34. ↑  Ходорковський визнав Крим українським. Архів оригіналу за 17 квітня 2015. Процитовано 14 квітня 2015.
35. 1 2  Путін може почати війну з трьох точок, — Ходорковський
36. ↑  Ходорковський: Через три роки про конфлікт на Донбасі забудуть
37. ↑  Ходорковский призвал Запад передать Киеву тяжелое вооружение – DW – 28.05.2022. dw.com (рос.). Процитовано 28 березня 2023.
38. ↑  «Еще позавчера он был герой. Сегодня он подлец и предатель» Что говорят о Пригожине на второй день мятежаMeduza, 24.06.2023
39. ↑  Грани.ру: Ходорковский: Дворцовый переворот лучше революции, 12.12.2014
40. ↑  «Не дають йому шансу дожити». Ходорковський закликав боротися за Сенцова (+ відео) // Крим Реалії, 10.06.2018
41. ↑  Михаил Ходорковский о запуске нового проекта «МБХ медиа»